# Josef Vogt (SS-Mitglied, 1884)

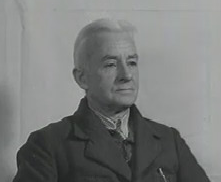
Josef Vogt während der Nürnberger Prozesse. Aufnahme von Januar 1947.

Josef Theodor Vogt, auch Joseph Vogt (* 18. Februar 1884 in Urspringen; † 7. März 1967 in Erlangen), war ein deutscher Beamter und SS-Standartenführer im SS-Wirtschafts- und Verwaltungshauptamt (WVHA). Als Amtschef A IV im WVHA leitete er die Finanz- und Buchprüfung der Waffen-SS. Vogt war Angeklagter im Pohl-Prozess, einem der Nürnberger Nachfolgeprozesse, und wurde 1947 freigesprochen.

## Leben
Vogt wurde 1884 in Urspringen geboren, wo sein Vater, Eugen Vogt, von 1883 bis 1885 als Lehrer tätig war. Er besuchte zunächst die Volksschule und danach das Progymnasium, das er als 16-Jähriger mit der Mittleren Reife abschloss. Danach trat er in die Militärverwaltung ein. Er nahm am Ersten Weltkrieg teil. Nach Kriegsende wurde er Ende März 1920 mit Dienstgrad Zahlmeister im Rang eines Oberleutnants aus dem Heer entlassen.
Er wurde in der Bayerischen Einwohnerwehr aktiv und gründete 1921 in Deggendorf eine Ortsgruppe des paramilitärischen Bundes Bayern und Reich. Daneben gehörte Vogt zum Völkischen Block unter Rudolf Buttmann, was ihm später rückwirkend als NSDAP-Mitgliedschaft seit 1920 angerechnet wurde. Offiziell trat Vogt der NSDAP (Mitgliedsnummer 3.958.922) erst 1937 oder 1938 bei.
Nach der Entlassung aus dem Heer war er als Zivilbeamter im Kriegsbeschädigtenversorgungswesen tätig. Nach der bestandenen Prüfung zum gehobenen Verwaltungsdienst wurde er zum Versorgungsamt nach München versetzt, wo er Hinterbliebenensachen bearbeitete. Ab etwa 1933 war er bei der versorgungsärztlichen Untersuchungsstelle beschäftigt.
Im Oktober 1936 trat er der SS-Verfügungstruppe bei, einem Vorläufer der Waffen-SS (SS-Nummer 277.080). Zwischen 1936 und 1942 arbeitete Vogt als Buch- und Wirtschaftsprüfer in verschiedenen Ämtern der SS. Im Frühjahr 1942, als das WVHA organisiert wurde, nahm er die Position als Chef des Amts A IV im WVHA ein, die er bis Kriegsende innehatte. Sein Vorgesetzter war August Frank beziehungsweise dessen Stellvertreter Heinz Fanslau. Als Chef des Amts A IV war Vogt der oberste Wirtschaftsprüfer im WVHA. Er reiste zum Beispiel persönlich nach Lublin, um die Buchführung und das „Geschäftsgebaren“ von Odilo Globocnik zu überprüfen, dem Korruption und persönliche Bereicherung im Zuge des Mordes an Juden und Polen (Aktion Reinhardt) vorgeworfen wurden. Im Februar 1944 wurde Vogt zum SS-Standartenführer der Waffen-SS befördert, seinem höchsten Dienstgrad.
Nach dem Ende des Zweiten Weltkrieges wurde Vogt 1947 im Prozess Wirtschafts- und Verwaltungshauptamt der SS (Pohl-Prozess) wegen Kriegsverbrechen, Verbrechen gegen die Menschlichkeit und der Mitgliedschaft in verbrecherischen Organisationen angeklagt. Sein Verteidiger war Wilhelm Schmidt. Er wurde am 3. November 1947 in allen Anklagepunkten freigesprochen.